# Bolboschoenus fluviatilis
Bolboschoenus fluviatilis är en halvgräsart som först beskrevs av John Torrey, och fick sitt nu gällande namn av Jiří Soják. Bolboschoenus fluviatilis ingår i släktet Bolboschoenus och familjen halvgräs. Inga underarter finns listade i Catalogue of Life.